# Бороусово
Бороусово — деревня в Опочецком районе Псковской области. Входит в состав Болгатовской волости
Расположена в 30 км к северо-востоку от города Опочка и в 4 км к востоку от деревни Болгатово.
Численность населения по состоянию на 2000 год составляла 28 человек, на 2011 год — 15 человек.